# 中国青年军

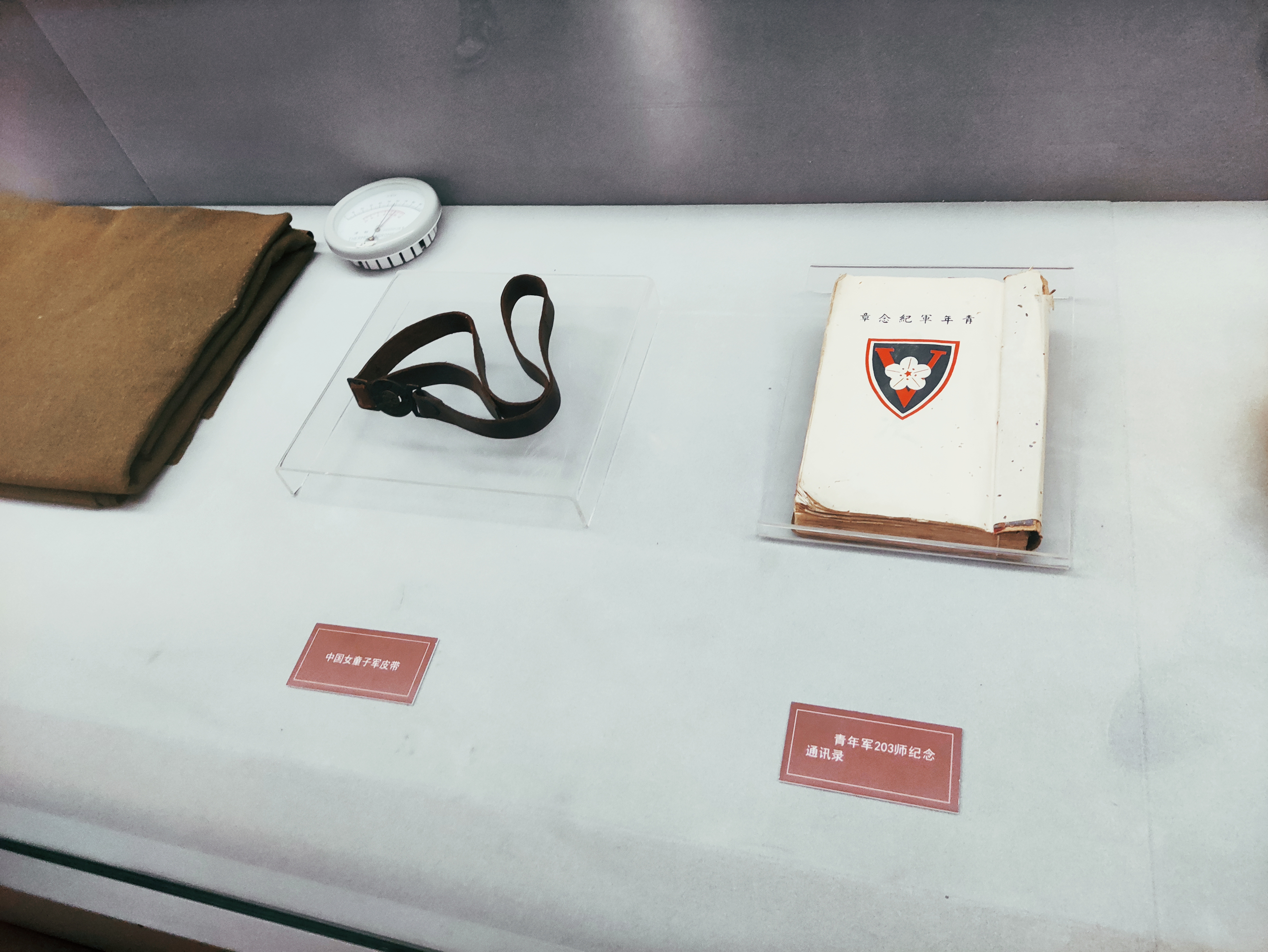
青年军203师纪念通讯录，上有青年军纪念章，藏重庆中国三峡博物馆

中国青年军，又称中国青年远征军，是中華民國國民政府成立的軍隊。

## 历史
1944年，国民政府鉴于豫湘桂會戰不利，采行美国顾问魏德迈的整军计划，時任國民政府主席蒋中正于1944年8月中旬在国民参议会上提出“一寸山河一寸血，十万青年十万军”，政府号召知识青年，踴躍从军，提高军队素质。1944年10月國民政府主席蒋中正发表《告知识青年书》，国民政府军事委员会颁布《知识青年从军征集办法》，國民政府教育部颁布《志愿从军学生学业优待办法》。成立“知识青年从军征集委员会”，蒋中正亲自担任主任委员，党、团、军、政各方面负责人及各大学校长、社会名流等担任委员，蒋经国也是委员。
共计划招兵100,500人。国民政府的号召得到了各地青年学子的热烈响应。1944年12月，125,500位知識青年經甄選合格陸續入營，共编3个军9个师:64。青年学生分编为第201师至209师，分驻壁山、綦江、万县、泸县、贵州扎佐、汉中、昆明、黎川、上杭。另外有相当一部分调入新一军、新六军、第五军、辎重汽车第14团、第15团、宪兵教导第3、4、5团、伞兵总队、译员训练班、无线电训练班及派赴美国受训的海空军等单位，共计1.877万人，其中拨给驻印军约1万余人。青年軍有全新美式装备:63，由美国政府供给，分在云南、贵州、广西、湘西训练，由美軍军官担任教练，命名为「青年远征军」（简称「青年军」）。有一部分兵员补充给中国远征军。
1945年元旦，青年远征军举行成立大会。

## 编制
由于期望青年军能够象中国远征军第200师一样功勋卓越，因此青年军的番号是从第201开始到第209師，共计9个师，另2个团。
军事委员会全国知识青年志愿从军编练总监部：
- 总监：远征军总司令罗卓英中将
- 副总监：霍揆彰中将（1944年9月1日起代理总监）、黄维中将兼东南分监、彭位仁中将、郜子举中将
- 参谋长張言傳中将
- 政治部主任蒋经国
- 高參室中將主任 金典戎
- 機要室少將主任 李東星
- 參謀處少將處長 王逸曙（本名金弘壹）/韋鎭福，少將副處長 藍嘯聲、蘭瑞生、黃英華
- 軍務處少將處長 王晏清/楊學房/霍冠南
- 副官處少將處長 龐國鈞/張繼炎，上校副處長 陳夢岩、張漢
- 軍械處少將處長 林日藩/熊江
- 軍需監處長 葉以新（军需监），副處長（军需监）：葉公武、馮一中
- 會計室軍需監主任 鄭啓通
- 軍醫處軍醫監處長 陶銓/黃綺
- 軍法室軍簡三階主任 胡連雲
- 女青年總隊部軍簡二階總隊長 陳逸雲

青年軍編練總監部政治部
- 中將主任 蔣經國
- 副主任 胡軌
- 主任秘書 俞季虞/徐恆瀛
- 視導主任 張一清
- 組長 朱瑞光、謝然之（三青团中央宣传处处长）、孫德中、范魁書、洪長銘、王傑成

青年軍政治工作指導委員會：
- 中將主任委員 鄧文儀
- 少將副主任委員 鍾煥臻
- 少將專任委員 顧邦異
- 軍簡二階專任委員 劉百川 、褚柏思、程兆熊、殷作楨、易方昱
- 軍簡三階文二階薪專任委員 李仲舒、姚埔仁、潘天覺
- 軍簡三階專任委員 王持華、吳智、洪一鶴、陶煦、許敬六
- 兼任委員 蔣經國、蕭贊行、劉詠堯（銓敘廳）、夏維海（政治部編審室）、倪文亞（三青团中央團部組織處）、柳克述（三青团中央團部）、胡執（幹校）、王文俊（三青团中央團部訓練處）、任卓宣（中央大學）、江康黎、周或文（川東師範教育部）、陳春霖（軍政部人事處）、孔德（幹校）、張垣（壁山軍訓部國民軍教育廳）、白瑜（幹校）、許太空（本會）
- 軍簡三階秘書 張振鏞
- 第一組組長 許太空
- 第二組組長 劉百川

### 1945年9月组建为3个军、1个独立师
- 第六军（1946年9月改为整编第202师）：军长钟彬/整编师长罗泽闿，开到沪宁路护路。
  - 第201师，师长戴之奇/宋贺／潘华国中将（1945.10-），副师长邹轸善，参谋长王寓农。1944年12月在四川璧山由第94师为基干改编。师直属部队驻璧山，有通信电话排、军士训练队(临时)、卫生队、搜索连(骑兵、摩托兵)、炮兵营(山炮、野炮，驻河边场)、工兵营、通信兵营(有线连、无线连)、辎重兵营(骡车、汽车，为壮丁)、野战医院。下辖三个步兵团：601团驻虎峰场；602、603团驻铜梁县城，每团有通信班、救护班、重机枪连、82迫击炮连及三个步兵营、九个步兵连。总人数约13000人。1946年9月为整编第203师第2旅。
  - 第202师，师长罗泽闿。1944年12月在四川綦江由新编第34师为基干改编。1946年9月为整编第202师第1旅。
  - 第204师，师长覃异之 副师长吴啸亚（陈诚的小同乡），参谋长唐肇谟、参谋处长卢庆善、政治部主任刘炳黎（教授），副主任洪长铭，六一〇团团长胡一、六一一团团长黄绶绅、六一二团团长蓝啸声，山炮营、野炮营、工兵营的营长等，都是第十八军系统的人。1945年2月在四川万县由暂编第56师为基干改编。1946年9月整编为第205师第2旅。
- 第九军（1946年9月改为整编第205师）：军长刘安祺，开到粤汉路护路。下辖：
  - 第203师、师长钟彬／姚秉勋，政治部主任余紀忠。 1944年12月在四川泸江由新编第5师为基干改编。1946年9月为整编第203师第1旅。
  - 第205师、师长刘安祺／刘树勋/邓文禧（邓文仪的弟弟）。1945年2月在贵州扎佐由新编第23师为基干，第一期招收高、初中学生入伍，驻训贵阳市郊麦家桥，役期两年，1947年初期满，全部复员回原籍就学或就业。第一期以后，停招学生，改招地方民团征集的壮丁。1946年9月整编为第205师第1旅。1947年春第一团奉令到湖南长沙、衡阳招收，额满后集于广东乐昌短期驻训。1947年夏，由广州开赴台湾高雄接受美式训练和装备。1948年冬全师（辖步兵一、二、三团）乘船登陆塘沽转乘火车至北平担任城防。参加北平和平解放，编入中国人民解放军第三十九军。
  - 第206师，师长杨彬／方先觉（1945.6-）/萧劲。1945年1月在陕西汉中由陕南师管区为基干改编。一直在汉中组训至抗战胜利。1946年6月第一期青年兵在汉中复员，普通兵集中编为1个团，1946年7月移防洛阳。1946年9月扩编为整编第206师。
- 第三十一军（1946年9月改为整编第208师）：军长黄维/整编师长吴啸亚，到杭州集中。1945年10月，该军所辖两师精简，所属部分官兵复员，两师合编为新的208师，以吴啸亚任师长，调赴北平行营。
  - 第208师，师长黄珍吾／吴啸亚，政治部主任范魁书（蒋经国嫡系亲信）。1945年3月在江西黎川由川军郭勋祺的第144师为基干改编。10月改为四团制（辖第622团、第623团、第624团、第628团）。1946年9月扩编为整编第208师。
  - 第209师，师长温鸣剑。1945年4月在江西铅山由第75师为基干改编。10月改为四团制。1946年9月缩编为整编第202师第2旅。
- 第207师：青年军独立师，师长方先觉／罗友伦。1944年底由时任昆明防区司令的杜聿明负责，由第五军与第48师抽调干部为基干组建，在曲靖正式成立，下辖三个团，两个炮兵营。方先觉不是杜聿明的嫡系，被调走任206师师长，羅友倫接任。日本投降后，该师自雲南曲靖出發，以汽車運輸，東行三千里，最初到達湖南長沙。由長沙以火車及民船，水陸併進運到漢口。由漢口分乘輪船至上海。编入新六军，在上海即換上皮衣，坐上登陸艇，開赴河北省秦皇島，轉乘北寧路火車到东北。从溝幫子進駐盤山。第一期青年兵的復員退伍，招收新的東北知識青年接替工作，從此第二〇七師的全部青年兵，均爲東北人，基層幹部則都是西北退伍的青年兵。由一師三團，1946年9月擴編爲二旅四團、二旅六團、1947年7月再次扩编为三旅九团制(約35,000人)，再加上砲兵團、補充營，共有三萬五千餘人、八十多門大砲。1946年10月2日21时驻守遼寧西豐方在辦理第一期青年兵復員退伍的207師工兵營，突遭东北野战军第三縱隊第9师圍攻，營長周民強（对外宣称第二团团长）以下800余人被歼，其中毙伤300余人，缴获重机枪4挺，轻机枪40余挺，六零炮5门，冲锋枪30余支。[2]1947年2月6日，驻新宾之第207师第2旅第3团（缺一个营）及保安团在第五十二军军长赵公武指挥下，参加第二次临江进攻战役，按原计划插到三源浦准备与第195师会合。辽东军区指挥第三纵队第7、9两师于2月7日夜合围该部。2月8日晨准备发起总攻，207师第3团突然向西北方向突围，两师立即围堵，持续到中午战斗胜利结束。207师第3团（欠1个营）被全歼，毙伤敌200余人，俘团长张勋(刚升任第2旅少将旅长)以下1370余人，第二營營長邰孝欽陣亡，缴获美式山炮2门、迫击炮6门、六0炮13门、重机枪12挺、冲锋枪73支、步枪700余支、车辆弹药物资一批。1947年5月下旬，第五十二軍奉令撤出通化，向瀋陽轉進，共軍第四縱隊的十一、十二兩旅，沿通化、新賓公路追擊，207师命第一團團長李定，率步兵兩營、山砲一連，以汽車輸送至三棵榆樹，利用夜暗秘密迂迴至歡喜嶺（今通化县三棵榆树镇欢喜岭村）共軍側背。時值拂曉，共軍正在河邊洗滌，砲兵猝然轟擊，步兵發起包圍攻擊，俘1300餘人、步機槍800餘枝，迫砲18門。共军说法是：1947年5月22日通化解放后，残敌向沈阳败退时驻扎在三棵榆树村一带，第四纵队某连追击到当地的欢喜岭村后休整，遭一天前溃退在三棵榆树村的国军突然兵分两路袭击，一路从依木树村至老龙湾翻山偷袭，另一路经夹皮沟庙岭攻击，将正在河边洗衣服、没有防备的战士包围，致使包括连长在内的7人牺牲，被安葬在今通化县三棵榆树镇欢喜岭村，当地群众习惯称作“八路坟”。1947年10月16日，第一团團長許萬壽上校，率領營長曾天曙、王富仁等兩營，在东北秋季攻势中坚守抚顺的营盘，打出了名气。参加了辽沈战役，第3旅随廖耀湘第九兵团在辽西全损，师长戴朴率所属两个旅留守沈阳，决定分两路突围，戴朴本人随第2旅行动，由于第1旅在之前的作战中已经遭受了一定损失，所以这个旅很快便被歼灭，旅长李定一被俘。第2旅副旅长周中锋率第5团何福祥部，在攻击掩护下突围。戴朴和第2旅旅长王启瑞商量，决定将部队以连、排为单位分路突围。戴朴事后报告：“军司令部与第二旅十一月二日深夜，彻底破坏不能携行之武器器材及公文，于十一月三日一时开始行动，以第五团任掩护，先经奉集堡向东南前进。四日夜间渡过辽河，以船只缺乏，徒涉时溺毙颇多。沿途复遭受截击，损失重大。迄十八日官兵先后到达山海关者八百余人”。戴朴在山海关收容各路散兵3000来人。戴朴当上了第六军中将军长，奉命到上海重新组建部队。后再撤退到台灣。[3]
- （第210师）：原拟于1945年4月在江西瑞金成立，但因只成立两个团，不符合师建制，便取消番号，所属两个团分别拨隶第208、209师。师长刘安祺（未到职）/胡素（代）。下辖第628团、第629团

政工人员以蒋经国领导的三青团中央干校学员为骨干，把大专学校从军的青年集中起来，成立“青年军政工干部训练班”，蒋经国任班主任，训练为期一个月。第一期一九四五年十二月开学，一九四六年一月结业，约一千人。干训班的教育，基本上搬用赣南“江西青干班”那一套。蒋经国常常与青年一道活动。各师政治部主任，大多数都是挂名，实际工作由政治部副主任负责。各团督导员及师政治部组训科长、总干事等主要干部，均由三青团中央干校研究部学员担任。一般连级政工干部，则由政工班结业学员担任。团有俱乐部、连有康乐室。每班士兵中各选出一二名，参加全团“小组长训练班”，由团督导员亲自负责，在师政治部协助下，经过一个月的训练后，回到各连任学习小组长；师政治部从每排士兵中各选出一名或二名，参加师“康乐干部训练班”，经过一个月的训练，回连协助连训导员搞康乐活动。

### 1946年9月整编师
1946年7月，實施精兵政策，特於江西廬山召開青年軍檢討會議，奉蒋介石裁決，將青年軍9個師整編爲6個師。
- 整编第二〇二师：1946年9月第六军在四川武进整编。1947年6月扩编为两旅六团制。1948年5月番号撤消，所属第1旅恢复第202师番号，第2旅恢复第209师番号。师长罗泽闿/张止戈
  - 第1旅（原第202师），旅长张止戈（兼）下辖第1团、第2团/1947年6月下辖第1团、第2团、第3团
  - 第2旅（原第209师），旅长顾蓉珍/方懋楷（1948年1月）下辖第3团、第4团/1947年6月下辖第4团、第5团、第6团
- 整编第二〇三师：1946年9月在四川綦江由第201师、第203师整编而成。1947年7月扩编为两旅六团制。1948年6月所属第2旅调出由武汉行辕直辖，另行成立第2旅。1948年9月改编为第57军，所属第1、2旅改编为第214师、第215师。师长潘华国/陈鞠旅（1948年1月）
  - 第1旅（原第203师），旅长赵秀昆 下辖第1团、第2团/1947年7月下辖第1团、第2团、第3团
  - 第2旅（原第201师），旅长王寓农/索本勤（1948年6月）下辖第3团、第4团/1947年7月下辖第4团、第5团、第6团
- 整编第二〇五师：1946年9月以第九军整编而成。1946年11月扩编为两旅六团制。1948年5月番号撤消，所属分别恢复为第204师、第205师番号。师长覃异之，副师长刘树勋升任师长。到粤汉铁路护路。1946年8月底至10月初海运到高雄。
  - 第1旅（原第205师），旅长邓文僖 下辖第1团、第2团/1946年11月下辖第1团、第2团、第3团
  - 第2旅（原第204师），旅长唐肇谟/蓝啸声（1947年4月）下辖第3团、第4团/1946年11月下辖第4团、第5团、第6团
- 整编第二〇六师：1946年9月第九軍軍部及第201、第203，第204，第205等師之幹部改編爲整編第206師，師轄兩旅四團，隸第五兵團。师长萧劲/邱行湘（1947年11月），副師長鄒軫善，參謀長潘寶泰，政工處長李我九。湘、鄂、豫、武漢、長沙等地重要城市招收失學失業知識青年，以充實兵員。1947年春第二期青年兵訓練完成。3月26日第二旅旅长蔣公敏率本師第一、三團由洛陽登車至潼關轉同蒲路自風陵渡往永濟解縣來到運城，協同整编第17師83旅，配屬炮兵第51團一部及運城地方團隊，總共兵力約兩萬餘人，组成安（邑）運（城）區守備指挥部，將安邑、運城、羊馱寺機場三地區，形成犄角。4月29日，羊馱寺机场被共軍圍攻失利，陳賡部全力集中攻擊安邑運城，战至5月12日陈赓部向侯馬曲沃方面北撤。1947年6月扩编为两旅六团制。7月14日除第二旅率第五團擔任陝州河防，第二團擔任中牟河防外，師直屬部隊及一、四兩團（欠兩營）由河南陝州及山西運城返防洛陽后，第四團（欠兩營）接替第二團中牟河防，该師第1旅調蘭封集結，由整编第二十六軍軍長王仲廉指揮。该部自7月21日至8月15日，自民權—曹縣—城武—新集—鄆城—野雞崗，参加鲁西南战役。時夏秋三際，天候酷熱，七月下旬連日暴風雨道路泥濘，士兵戰備行軍甚爲疲憊，青年兵多來自民間學校，初期參加戰役，長於防禦，不適於長期運動戰，月餘來因情報不靈，僅與敵發生零星戰鬥，兵團司令官悉本師之實情，爲愛護青年，主要任務均委之於整编第十師、整编第四十師。8月14日奉命「二〇六師任鄭州許昌間防務，防敵西竄，並以一部向扶溝通許昌朱仙鎮之線，搜索匪情仰即遵照，即開鄭州許昌部署防務爲要。」8月30日八時由丁坡出發，至野雞崗車站登車開進，銑日抵達，第一團進駐長葛向渚川地區之敵攻擊，第二團第三營在新鄭官亭和街橋間，沿鐵路要點嚴密戒備。師部駐許昌縣城。8月21日，奉鄭州指揮電令車運返洛，鄭許間防務交警第十七總隊接替。正值陈赓谢富治集团南渡黄河在豫西展开，该师（欠第二旅）守備洛陽城區及西工，上清宮寺外圍據點，星夜趕築工事，增強堡壘，加深城壕，築厚城牆。1948年3月在洛阳被歼灭。 洛陽戰役結束後，二〇六師由鄭州集結完畢開往南京附近的句容縣三岔鎮千科村，暫借民宅居住。1948年5月17日，開往南京中華門外三十華里的方山住帐篷。
  - 第1旅，旅长赵云飞（原206师副师长）/余有壬（1948年3月），副旅长盛鍾岳（原618团团长）。下辖第1团（龍章鐸黄埔四期）、第2团（楊天威）。1947年6月下辖第1团(龍章鐸)、第2团(楊天威)、第3团(蔡湘澄)
  - 第2旅，旅长蒋公敏（原617团团长）/盛钟岳（1948年1月）下辖第3团（李慎端）、第4团（黃滌生）。1947年6月下辖第4团(李慎端)、第5团(黃滌生)、第6团(方景林)
  - 补充团，团长鲍生庾
- 整编第二〇七师：1946年9月由第207师为基干扩编为两旅六团制。1947年7月扩编为为三旅九团制。1948年9月第三旅在辽西被歼，第一、第二旅在沈阳被歼。师长罗又伦/戴朴（1948年7月）
  - 第1旅，旅长傅宗良/陈大云（1947年12月）/李定一（1948年7月，11月2日被俘）下辖第1团、第2团、第3团
  - 第2旅，旅长张越群/王启瑞（1948年7月）下辖第4团、第5团、第6团
  - 第3旅（1947年7月扩编），旅长刘少峰/许万寿（1948年7月）下辖第7团、第8团、第9团
  - 炮兵团，团长何树立
- 整编第二〇八师：1946年9月由第208师为基干，把第三十一军改编为整208师。1947年10月扩编为两旅六团制。12月扩编为三旅九团制。1948年9月改编为第87军，所属第1、2、3旅分别改编为第220、221、222师。师长吴啸亚/段沄（1947年11月）
  - 第1旅，旅长王大均 下辖第1团、第2团/1947年10月下辖第1团、第2团、第3团
  - 第2旅，旅长王永树 下辖第3团、第4团/1947年10月下辖第4团、第5团、第6团
  - 第3旅，旅长周雨寰 下辖第7团、第8团、第9团
- 独立第一旅：1948年3月由整编第203师第2旅改称。1948年9月恢复第201师番号。旅长赵德树下辖第1团、第2团、第3团

### 1948年9月恢复原师级建制
- 第三十一军：1947年在台湾重新编成，隶属台湾警备总司令部。军长廖慷，副军长孙子仁（1951年在台湾军法审判枪决），军副参谋长徐宪章。辖第201师，潘国华任师长；第204师，龙啸声任师长；第205师，邓文僖任师长。1948年9月，驻守台湾的第31军收到紧急调令，要求该部即刻整顿，准备北上，前往华北战场作战。1948年10月中旬，31军官兵从台湾出发，204师开往青岛，205师开赴塘沽登陆。

- 201師：下轄601、602、603團，原建置為203師第2旅，1948年3月抽離改稱獨立第1旅，1948年7月運至臺灣鳳山整訓，1948年9月恢復原本師級建置，編制隸屬於國民革命軍第八十軍之下。1949年603團移防福建馬尾，遭到殲滅；1949年8月601、602團與師部移防金門，後重建603團。1952年11月201師師部、602、603團與八十軍下轄之國軍第340師合編，改名為中華民國陸軍第49師。601團則被移編給中華民國陸軍第51師，為153團。师长彭战存/郑果（1949年2月）/周建磐（1952年3月）
- 202師：下轄604、605、606團，原建置為整編202師第1旅。抗战胜利后一直担任苏州守备。1948年1月恢復建置。1948年9月編入國民革命軍第三十七軍之下。1949年4月22日由苏州撤退浦东。1949年5月上海戰役中在上海浦东被歼灭。师长彭锷/王大均（1948年12月）/孙金铭（1949年5月）
- 203師：1948年9月擴編為國民革命軍第五十七軍，下轄214、215師，1949年12月在四川遭殲滅。
- 204師：下轄610、611、612團，原建置為整編205師第2旅，1948年5月抽離該師恢復原師級建置。1948年9月編入國民革命軍第三十七軍之下，1949年5月上海戰役中在上海浦东被歼灭。师长蓝啸声/万宅仁（1949年5月）
- 205師：下轄613、614、615團，原建置為整編205師第1旅，後恢復師級建置。1947年底整編205師運抵臺灣鳳山整訓，1948年10月因華北戰事吃緊調回大陸作戰，在塘沽港登陆后，接到华北剿总指令，兵分两路，一路北行进驻唐山协防，一路乘车出山海关驻防。10月15日，解放军占领了锦州，辽西走廊国军纷纷退入山海关。205师急电华北剿总及国防部请示。经蒋介石批准，华北剿总覆电，第205师先回运塘沽，然后与驻扎北平的青年军第208师对调防地。傅作义未安205师进入城内，而是被分散到北平外围几处重要战略据点守卫。1949年1月随傅作义投降。1949年2月在北平被解放军改编为独立第62师。师长邓文僖/张钦安（1948年12月）/金式（1949年1月）。
- 206師：下轄616、617、618團，原建置的整編206師在1948年4月洛陽戰役遭到殲滅，僅有1千餘人逃脫回南京，國民政府以這批人重組206師。1948年11月運至臺灣鳳山整訓，編制隸屬於1949年2月成立的國民革命軍第八十軍之下。在1952年11月更名為中華民國陸軍第51師，並收編原201師601團為部隊之一部分。师长唐守治/邱希賀（1949年1月）。下辖第616团、第617团、第618团
- 207師：下轄619、620、621團，1948年12月由原遼西會戰中遭消滅但是成功突圍的前青年軍第207师残部3000余人重建。1952年11月整併時更名為陸軍第69師。师长王启瑞/周中峰（1950年7月）
- 208師：下轄622、623、624團，驻北平。1948年华北剿总副司令兼北平警备司令陈继承下令军警开枪射杀东北流亡入关生计无着的学生，酿成9名游行学生死亡的“七五惨案”，陈继承被傅作义逼迫辞职，208师被从北平城内调唐山。1948年8月，208師所属第1、第2、第3旅，擴編为87軍，為220師、221師、222師。再调塘沽，担任塘沽港区防御任务，天津战役中在塘沽同解放军对战，造成极大损失。天津失守后，一部分海路運回上海，一部分則由陸路突圍返回南京，220師因無法補充耗損而解編。1949年5月在上海戰役中受創，撤退至舟山群岛，改隶舟山防卫司令部指挥部。1949年9月，87軍參與舟山战役中的登步島戰役，後從舟山撤退至臺灣，221師與222師編併重新恢復使用208師編號，編制仍隸屬於國軍第87軍之下，在1952年整編時該軍打散，重編為陸軍第9師（後改編為109師）、第10師（後改編為210師）。师长许朗轩/李毓南（1949年5月）。
- 209師：1948年1月由整编第202师第2旅改称。1948年9月编入37军。1949年5月在上海浦东被歼灭。师长方懋楷下辖第625团、第626团、第627团
- 214師：1948年9月由整编第203师第1旅改称。1948年9月整编第203师改称第57军。1949年12月在四川新津被歼灭。 师长黄焕荣/王菱洲（1949年5月）下辖第640团、第641团、第642团
- 215師：1948年9月由整编第203师第2旅改称。1948年9月整编第203师改称第57军。1949年12月在四川新津被歼灭。师长索本勤/刘钊铭（1949年5月）下辖第643团、第644团、第645团
- 220師：1948年9月由整编第208师第1旅改称。1948年9月由整编第208师改称第87军。1949年9月撤消番号，所部并入第221、222师。师长陆静澄/顾德治（1948年10月）下辖第658团、第659团、第660团
- 221師：1948年9月由整编第208师第2旅改称。1948年9月由整编第208师改称第87军。1950年5月与第222师并编为第208师。师长王永树/吴渊明（1949年9月）下辖第661团、第662团、第663团
- 222師：1948年9月由整编第208师第3旅改称。1948年9月由整编第208师改称第87军。1950年5月与第221师并编为第208师。师长周雨寰/詹抑强（1949年3月）下辖第664团、第665团、第666团

## 徵兵与复员
1945年12月，国民政府军事委员会决定：青年军按照从军时的号召不变，服役期满，全部复员。复员的青年军分为“升学”、“就业”两类。分为離營、留營、入青、中青職4类。
- 由机关单位和学校来的，仍回机关复职，回学校复学
- 年轻无处可去的可进入三青团在各地成立的青年中学读书；如十堰青年中学、万县青年中学、长春青年中学、嘉兴青年中学、嘉兴青年职业学校等。
- 年龄较大而没有工作的，进入职训班培训技能，在学期间，生活供应按部队执行。

青年軍退伍管理處
- 上將兼處長 陳誠
- 中將副處長 蔣經國（实际负责）、鄧文儀、彭位仁
- 辦公廳中將主任 戴之奇，少將副主任 林谷邨
- 第一組少將組長 賈亦斌，上校副組長 鄭果
- 第二組少將組長 易芳昱，上校副組長 李懋東
- 第三組少將組長 徐恆瀛，上校副組長 江海東
- 第四組上校組長 徐思賢，上校副組長 明則炎
- 青年軍復員管理處東南分處 
  - 中將主任 黃維
  - 少將副主任 謝一中
  - 上校主任秘書 何德用
  - 中校秘書 劉勝旗
  - 上校組長 金聲
  - 上校組長 王丹

青年军各师办一座夏令营，如嘉兴第八夏令营（主任孙乐陶少将）是二O八师，杭州的第九夏令营是二O九师。夏令营安置复员的“志青从”复习功课，准备考试入学。
全部从军志愿兵，在复员前，改受预备役军官教育半年，结束后授予“少尉预备军官”，将来国家有事，征召预备役入伍时，以少尉军官任用。复员的青年军后来成了蒋经国“青年戡亂建国大队”的骨干。管理处后来改为国防部预备干部局（简称“预干局”），蒋经国任局长，贾亦斌为副局长。1946年6月3日，正式宣布第一批青年军复员，规定这一天是“复员节”。各师从那一天起，同时开始复员，依计划每人穿上所发的灰色斜纹布复员服、船形帽，事前按单位分路线集中，派军车分批护送出发。以地区为单位成立“通讯小组”（如武汉通讯小组、郑州通讯小组等等），并创办《曙光报》作为通讯联络的刊物。各小组负责人直接与预干局联系，在各地上学和就业的复员青年军，既受当地三青团组织的领导，又参加当地的通讯小组，一九四七年改为“青年军联谊会”。每年夏季在各地把各地的复员青年军集中起来组织夏令营活动。
第一批青年军复员中志愿留营的由各师编成教导营（二〇五师编成教导团）担任第二批青年军的班长或副排长，分批送中央军校受训。1947年7月，蒋介石在庐山亲自主持召开青年军干部会议，决定征集第二批知识青年。各地方的三青团组织大力动员，到八月招足。第二批入伍青年需要考試才能進入軍隊服役。1946年，當年度考進青年軍的服役人員有演員孫越（第208師）等。

## 有名的前青年軍成员
- 孫越
- 司馬中原
- 韋政通

## 影視文化
紀錄片
- 一寸山河一寸血，由中華電視公司播放，整部紀錄片長達20個小時，共計42集。

## 外部連結
- YouTube上的《抗戰：和平榮耀·勝利70》紀錄片